# Мария Анжуйская (королева Мальорки)
Мария Анжуйская (1290 — не ранее апрель 1346 и не позднее январь 1347) — королева-консорт Мальорки, супруга Санчо I, дочь Карла II и Марии Венгерской, принадлежала к неаполетанской ветви анжуйской династии Капетингов.

## Биография
20 сентября 1304 Мария вышла замуж за короля Санчо I по доверенности в Пальме-де-Мальорка, в 1308 году состоялся личный брак с Санчо. Их бездетный брак угрожал молодому государству присоединением к Арагону, поэтому Санчо завещал трон своему племяннику Хайме III. Санчо умер в 1324 году.
Через 4 года после смерти Санча в 1328 году Мария вышла замуж за Хайме Херикского, принадлежащего к барселонской династии.
В 1331 году Альфонс IV Арагонский заключил её в тюрьму в Херике, после чего перевел Марию в Валенсию. Её брат Роберт, король Неаполя, организовал освобождение Марии. Мария покинула Валенсию в июне 1337 года и отправилась в Баржоль в Провансе.
Мария умерла бездетной в 1346 или 1347 году.